# Palacio de Justicia del Condado de Alpena
El Palacio de Justicia del Condado de Alpena es un edificio de gobierno de la ciudad de Alpena, en el estado de Míchigan (Estados Unidos). Este y sus antecesores han albergado el Tribunal de Circuito (el tribunal de jurisdicción general), el Tribunal de Distrito (el tribunal de jurisdicción limitada) y el Tribunal de Sucesiones (que involucra sucesiones, fideicomisos, protección de personas, tutela, curaduría). En 1983 se incluyó en el Registro Nacional de Lugares Históricos.

## Historia
El primer palacio de justicia del condado de Alpena fue destruido por un incendio el 12 de diciembre de 1870. Su reemplazo fue construido en 1881, pero tuvo un destino similar al de su predecesor el 22 de diciembre de 1932. El edificio actual fue construido en 1934, es de estilo art déco y está ubicado en 720 Chisholm Avenue de Alpena. 
Fue diseñado por el arquitecto Detroit uno William H. Kuni y construido por Henry C. Webber Construction Co. de cemento Portland vertido producido localmente a partir de piedra caliza extraída localmente. Según Kuni, fue el primer edificio vertido monolítico construido durante el invierno en un clima frío. Kuni también diseñó el Palacio de Justicia del Condado de Tuscola.
El concreto fue pulido con chorro de arena y tratado con “Restocrete” para enriquecer su color. También se utilizó un agente químico impermeabilizante. Fue financiado en parte por bonos locales y subvenciones de la WPA.
El edificio, apodado "Fuerte Alpena" por un escritor local, está adornado con esculturas arquitectónicas, que incluyen un águila posada sobre el reloj en la fachada principal y figuras de Justicia y Ley, así como "diseños de fascia que muestran (ing) imágenes del condado. industrias madereras, navales, agrícolas, pesqueras y recreativas".
El vestíbulo está decorados con motivos en zigzag y chevron, y el suelo de terrazo tiene incrustaciones de motivos geométricos. Una escalera de aluminio con peldaños de mármol travertino tiene una vitral en el rellano y la boiserie de la sala del tribunal es de nogal.
El 8 de diciembre de 1983, se agregó al Registro Nacional de Lugares Históricos como el artículo # 83003643. Es un sitio histórico registrado por el estado.
El Anexo del Palacio de Justicia de Alpena, que alberga el Tribunal de Distrito y el Tribunal de Sucesiones, está ubicado en 719 Chisholm Avenue y fue construido en 1997.